# Gästesternwarte
Als Gästesternwarte wird eine astronomische Beobachtungsstation mit größeren Teleskopen bezeichnet, die von Amateurastronomen nächteweise gemietet werden kann oder die den Mitgliedern des Trägervereins auf Anmeldung zur Verfügung steht.
Die Errichtung solcher Sternwarten begann in den 1990er-Jahren in klimatisch günstigen südlichen Gebieten wie in den Schweizer Bergen, auf den Kanaren oder besonders in Namibia, wo in Form sogenannter Astro-Camps oder Astrofarmen die Beobachtungsmöglichkeit des Südhimmels mit einem regionalen Urlaub kombiniert werden konnte. Eine besonders anspruchsvolle Form wählte die Internationale Amateur-Sternwarte mit Sitz in Heidelberg, die am südwestafrikanischen Gamsberg in über 2000 m Seehöhe eine Dependance zum Gipfelobservatorium errichtete.
Freilich hatten manche Liebhaberastronomen schon früher Gelegenheit zu exklusiven Sternabenden an einem großen Fernrohr oder Astrografen, wenn sie den Besitzer einer Privatsternwarte kannten. Einige dieser Observatorien wurden in den letzten Jahrzehnten von Astrovereinen übernommen, beispielsweise in Eisenstadt und im Landkreis Bergstraße.
Um auch weniger betuchten Sternfreunden gute Beobachtungsnächte abseits der üblichen Sternführungen von Volkssternwarten zu ermöglichen, entstehen in den letzten Jahren bescheidener ausgerüstete Gästesternwarten auch in Europa. Pioniere im deutschen Sprachraum waren u. a. die Emberger Alm in Oberkärnten (südliches Österreich) und teilweise die Sternwarte auf dem Jungfraujoch in den Berner Alpen (Schweiz). Seit einigen Jahren betreibt auch der Verein Astronomie im Chiemgau e. V. eine solche Beobachtungsstation, ebenso wie die Sternwarte Gahberg im Seengebiet Oberösterreichs. Im deutschen Sprachraum sind mindestens drei weitere in der Westschweiz, im Taunusgebiet und nahe der Ostgrenze Brandenburgs im Entstehen. Einige Hotels in alpinen Regionen haben dafür auch Dachsternwarten eingerichtet, manche veranstalten auch Teleskoptreffen für Sternfreunde.